# 이성민 (축구 선수)
이성민 (1986년 5월 16일 ~ )은 대한민국의 전직 축구 선수이다. 현역 시절 포지션은 공격수였다.

## 클럽 경력
이성민은 2008년 11월 20일에 열린 2009 K리그 드래프트를 통해 번외지명으로 강원 FC에 입단하여 프로 생활을 시작하였다. 2009년 4월 22일 리그컵에서 대전 시티즌을 상대로 강원에서의 첫 골을 기록하였다. 2010년에는 내셔널리그 소속의 강릉시청에서 플레이하였다.
2011년 1월 4일 대구 FC로 이적하였다.